# Hijikata Katsunaga
Hijikata Katsunaga est un nom japonais traditionnel ; le nom de famille (ou le nom d'école), Hijikata, précède donc le prénom (ou le nom d'artiste).
Hijikata Katsunaga (土方 雄永, 22 avril 1851-10 mai 1884) est un daimyo de la fin de l'époque d'Edo à la tête du domaine de Komono dans la province d'Ise (moderne préfecture de Mie). Il devient chef de la famille à l'âge de sept ans et, par conséquent, son père aide à l'administration du domaine. Au cours de la guerre de Boshin, son domaine est également divisé entre éléments pro-shogunat et Sonnō jōi ; malgré cette division, Komono, sous le règne de Katsunaga, rejoint et aide l'armée impériale dans sa marche vers l'est.
Katsunaga se retire à l'automne de 1870 et transmet sa position de chef de famille à son fils adoptif, Katsuyuki. L'année suivante, Katsunaga s'installe à Tokyo.

## Source de la traduction
- (en) Cet article est partiellement ou en totalité issu de l’article de Wikipédia en anglais intitulé « Hijikata Katsunaga » (voir la liste des auteurs).